# Sitio de Detroit
El sitio de Detroit, también conocido como la rendición de Detroit o la batalla de Fort Detroit, fue un enfrentamiento en los inicios de la guerra anglo-estadounidense de 1812. Una fuerza británica al mando del mayor general Isaac Brock con aliados nativos americanos bajo el mando de Tecumseh derrotó a la brigada estadounidense de William Hull y se tomó el fuerte y la ciudad de Detroit, la más importante de Míchigan (Estados Unidos).
La victoria británica revitalizó a la milicia y las autoridades civiles del Alto Canadá, que anteriormente habían sido diezmadas por agitadores proestadounidenses. Muchos indios del Territorio del Noroeste se sintieron motivados a tomar las armas contra los puestos de avanzada y los colonos estadounidenses. Los británicos mantuvieron Detroit durante más de un año antes de que su pequeña flota fuera derrotada en el lago Erie, lo que los obligó a abandonar la frontera occidental del Alto Canadá.

## Contexto

### Planes y movimientos estadounidenses
La tensión estaba aumentando entre Reino Unido y Estados Unidos en los primeros meses de 1812. El gobernador del Territorio de Míchigan, William Hull, instó al presidente James Madison y al secretario de Guerra William Eustis a formar un ejército que luchara en el Territorio del Noroeste contra los indios que se habían aliado con los británicos y las empresas de comercio de pieles. En particular, era urgente reforzar el puesto de avanzada de Detroit, que tenía una población de 800 habitantes y una guarnición de 120 soldados. También se sugirió que este ejército podría invadir los distritos occidentales del Alto Canadá, donde se podía esperar el apoyo de los muchos inmigrantes recientes de Estados Unidos que habían sido atraídos por las concesiones de tierras.

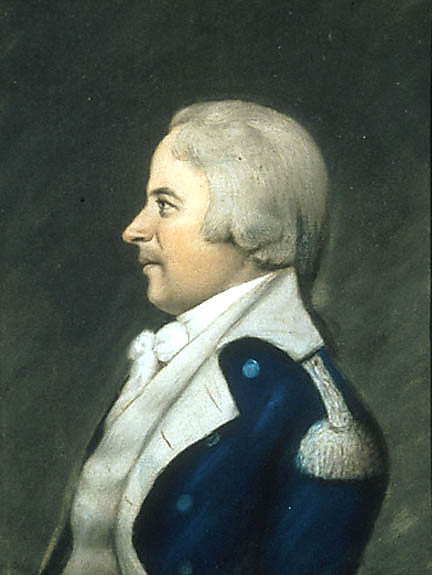
William Hull comandó las fuerzas estadounidenses que se rindieron en el asedio de Detroit0

Madison y Eustis estuvieron de acuerdo con este plan y ofrecieron el mando del ejército a Hull, un anciano veterano de la Guerra de Independencia de Estados Unidos. Este se mostró reacio a aceptar el nombramiento, pero ningún otro oficial estaba disponible con su prestigio y experiencia. Aceptó después de repetidas súplicas de Madison y fue comisionado como general de brigada en el ejército de Estados Unidos. Su ejército estaba formado por tres regimientos de la milicia de Ohio al mando de los coroneles Lewis Cass, Duncan McArthur y James Findlay. Hull tomó el mando de ellos en la ciudad de Dayton el 25 de mayo, pero descubrió que estaban mal equipados y mal disciplinados, y no se habían hecho arreglos para suministrarlos en la marcha. Hizo esfuerzos apresurados para remediar las deficiencias en el equipo.
El ejército marchó hacia el norte desde la ciudad de Urbana el 10 de junio, junto con el 4.º de Infantería estadounidense al mando del teniente coronel James Miller. Hull ignoró una ruta anterior establecida por Anthony Wayne y creó una nueva ruta a Detroit a través del área de Great Black Swamp en el noroeste de Ohio. Recibió una carta de Eustis el 26 de junio, fechada el 18 de junio, advirtiéndole que la guerra era inminente e instando a que se dirigiera a Detroit «con toda la expedición posible», por lo que apresuró su marcha. Sus caballos de tiro estaban desgastados, por lo que puso sus herramientas de atrincheramiento, suministros médicos, equipaje de oficiales, despachos, algunos enfermos y la banda del ejército a bordo del paquebote Cayahoga al pie del río Maumee, para ser transportado a través del lago Erie. 
Eustis había enviado su primera carta el 18 de junio por mensajero especial. El Congreso había aprobado la declaración de guerra ese mismo día, pero Eustis envió una carta con esta información vital solo por correo ordinario. El 28 de junio, el director de correos de Cleveland contrató a un pasajero expreso para que se apresurara a enviar la carta a Hull, pero incluso esta llegó solo el 2 de julio. El embajador británico en Washington había enviado la noticia con urgencia a Gran Bretaña y Canadá, y los comandantes militares en Canadá, a su vez, se habían apresurado a informar a todos sus puestos avanzados del estado de guerra. El 2 de julio, el desprevenido Cayahoga fue capturado por el General Hunter, un bergantín armado canadiense de la Marina Provincial, bajo el mando del teniente Frédérick Rolette, cerca del puesto británico en Amherstburg, en la provincia de Ontario (Canadá), al pie del río Detroit.
Hull llegó a Detroit el 5 de julio, donde fue reforzado por destacamentos de la milicia de Míchigan, incluidos los 140 hombres del Cuerpo Legionario de Míchigan, que Hull había fundado en 1805. El ejército estadounidense tenía escasez de suministros, especialmente alimentos, ya que Detroit solo proporcionaba jabón y whisky. Sin embargo, Eustis instó a Hull a atacar Amherstburg. El fuerte estaba defendido por 300 soldados británicos, principalmente del 41.º Regimiento de Infantería, 400 indios y algunos miembros de la milicia de Essex.
El comandante del puesto era el coronel St. George, que más tarde fue reemplazado por el coronel Henry Procter del 41.º Hull no se mostró entusiasmado y le escribió a Eustis que «los británicos controlan el agua y los salvajes». Sin embargo, su ejército cruzó a Canadá el 12 de julio. Emitió varias proclamas que tenían la intención de inducir a los canadienses a unirse o apoyar a su ejército mientras algunas de sus tropas montadas asaltaban el río Támesis hasta Moraviantown. Estos movimientos disuadieron a muchos de los milicianos de oponerse a su invasión, pero pocos de los habitantes de la región lo ayudaron activamente, incluso aquellos que se habían mudado recientemente de Estados Unidos.
Hubo varias escaramuzas con puestos de avanzada británicos a lo largo del río Canard. Hull decidió que no podía atacar el fuerte británico sin artillería, que no podía adelantarse porque los carruajes se habían deteriorado y necesitaban reparación, y retrocedieron. Varios de sus oficiales no estuvieron de acuerdo con esta retirada y discutieron en secreto su remoción del mando. Hull había estado peleando con sus coroneles de la milicia desde que se hizo cargo del ejército, y sentía que no contaba con su apoyo en el campo o en sus consejos de guerra. 

### Movimientos británicos

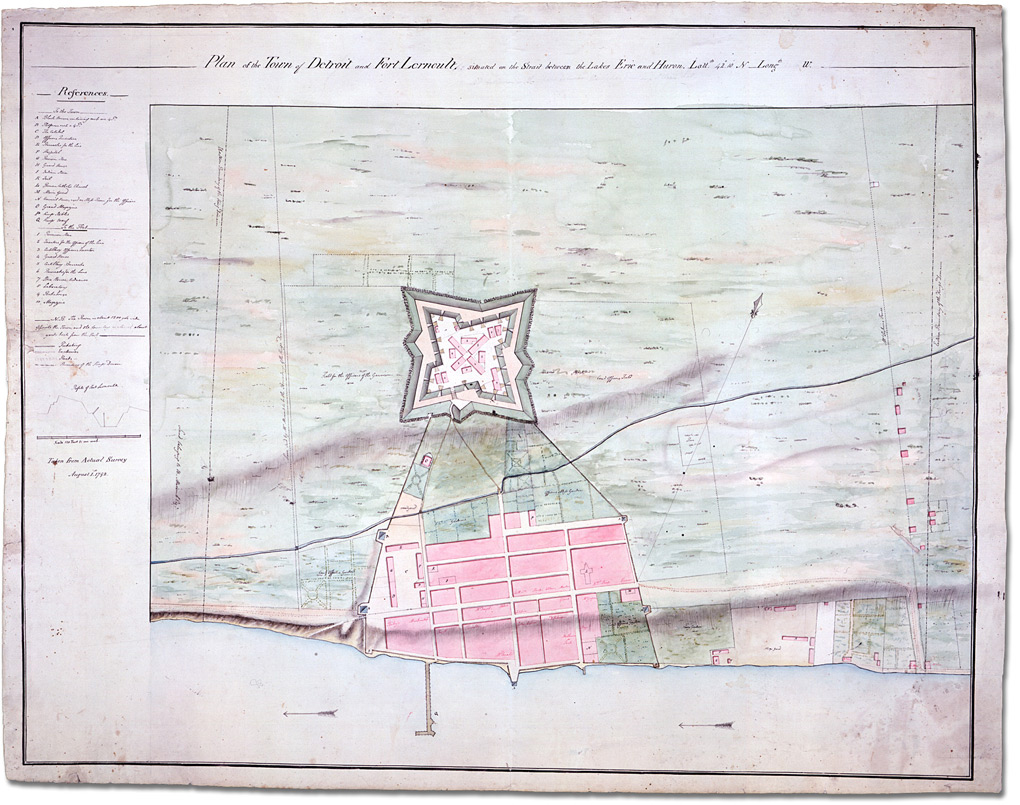
Plan de Detroit y su fuerte, 1792

El 17 de julio, una fuerza mixta de regulares británicos, comerciantes de pieles canadienses e indios capturó el importante puesto comercial de la isla Mackinac en el lago Huron de manos de su pequeña guarnición estadounidense que no sabía que se había declarado la guerra. Muchos de los indios que habían participado en el ataque permanecieron en Mackinac o regresaron a sus hogares, pero 100 o más guerreros sioux, menominee y winnebago comenzaron a moverse hacia el sur desde Mackinac para unirse a los que ya estaban en Amherstburg, mientras que la noticia indujo a los wyandots neutrales que viven cerca de Detroit para volverse cada vez más hostiles a los estadounidenses. Hull se enteró de la captura de Mackinac el 3 de agosto, cuando la guarnición estadounidense en libertad condicional llegó a Detroit en una goleta. Temía que esto hubiera «abierto la colmena de indios del norte» y así abandonado todo el territorio canadiense que ocupaba.
Las líneas de suministro de Hull corrían por 97 km a lo largo del río Detroit y la orilla del lago Erie, que estaba dominado por los barcos armados británicos, lo que los hacía vulnerables a los asaltantes británicos e indios. Un grupo de asalto al mando de Tecumseh tendió una emboscada y derrotó a un destacamento estadounidense al mando del Mayor van Horne el 4 de agosto en la Batalla de Brownstown, capturando más de los despachos de Hull. Hull envió un grupo más grande al mando de James Miller para despejar sus líneas de comunicación y escoltar un convoy de suministros de 300 cabezas de ganado y 70 caballos de carga cargados de harina, que estaba esperando en Frenchtown bajo el mando del mayor Henry Brush.
Miller obligó a una fuerza británica e india al mando del mayor Adam Muir del 41.º Regimiento a retirarse a cierta distancia en la Batalla de Maguaga el 9 de agosto, pero los británicos reformaron su línea y él se negó a reanudar el ataque. Miller estaba enfermo y sus pérdidas en el enfrentamiento fueron más pesadas que las del enemigo, y perdió la confianza y permaneció acampado cerca del campo de batalla hasta que Hull le ordenó regresar a Detroit.

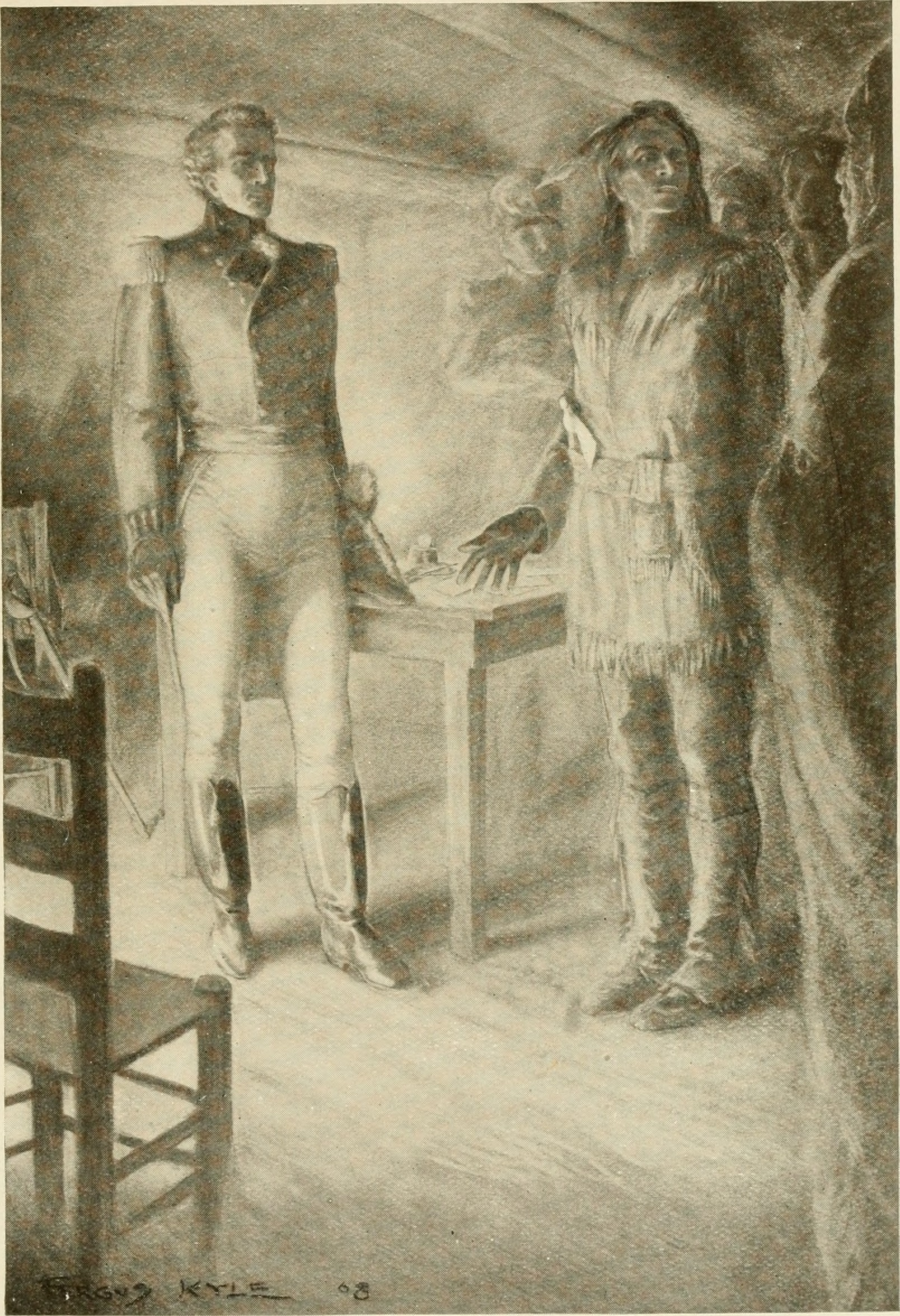
El mayor general Isaac Brock se reunió con el jefe Tecumseh en Amherstburg.

Mientras tanto, el general de división británico Isaac Brock se encontraba en York, la capital provincial, lidiando con la renuente Asamblea Legislativa y movilizando a la milicia de la provincia. Tenía solo un regimiento de regulares y algunos pequeños destacamentos de veteranos y artillería para apoyar a la milicia, pero era consciente de que no había una amenaza inmediata de las fuerzas estadounidenses desorganizadas y mal abastecidas en el río Niágara, o del comandante estadounidense letárgico. en jefe, el mayor general Henry Dearborn en Albany. Solo el ejército de Hull ocupaba o amenazaba territorio canadiense. A fines de julio, Brock se enteró de la captura de Mackinac. 
También fue informado por el teniente general George Prevost, el gobernador general de Canadá, que se estaba enviando un regimiento adicional al Alto Canadá, aunque como destacamentos por partes. Brock envió a 50 hombres de su pequeña fuerza de regulares y 250 voluntarios de la milicia hacia el oeste desde York para reforzar Amherstburg. El 5 de agosto, prorrogó la asamblea y salió él mismo tras ellos. Él y su fuerza zarparon de Port Dover en botes abiertos. Llegaron a Amherstburg el 13 de agosto, al mismo tiempo que 200 guerreros indios adicionales que se unieron a Tecumseh (100 «indios occidentales» de Mackinac y 100 Wyandots).
En Amherstburg, Brock se enteró por los despachos capturados de Hull de que la moral estaba baja en el ejército de Hull, que temían la cantidad de indios que podrían enfrentarlos y que estaban escasos de suministros. Brock también estableció una relación con Tecumseh, asegurando que los indios cooperarían con sus movimientos. Brock y Tecumseh se conocieron poco después de que Brock llegara a Amherstburg, y la leyenda dice que Tecumseh se volvió hacia sus guerreros y dijo: «¡Aquí hay un hombre!» Brock escribió poco después, «no creo que exista un guerrero más sagaz y más galante».

Brock decidió atacar de inmediato a Detroit, en contra del consejo de la mayoría de sus subordinados. Los británicos ya habían jugado con el miedo de Hull a los indios al disponer que una carta engañosa cayera en manos estadounidenses. La carta pedía que no se permitiera a más indios salir de Fort Mackinac, ya que había 5.000 en Amherstburg y los suministros se estaban agotando. Brock envió a Hull una demanda de rendición, declarando:
La fuerza a mi disposición me autoriza a exigirle la rendición inmediata de Fort Detroit. Está lejos de mi intención unirme a una guerra de exterminio, pero debe saber que el numeroso cuerpo de indios que se ha unido a mis tropas estará fuera de control en el momento en que comience la contienda.
Según el informe posterior de Brock, la fuerza de ataque incluía 600 guerreros y 1300 soldados, así como dos buques de guerra. La fuerza de Brock llevó a cabo varios maniobras que llevaron a los estadounidenses a creer que había más atacantes de los que realmente había. El mayor Thomas Evans en Fort George sugirió que Brock le diera a su milicia los uniformes desechados del 41.º Regimiento para hacer creer a Hull que la mayoría de las fuerzas británicas eran regulares. Se les dijo a las tropas que encendieran fuegos individuales en lugar de uno por unidad, creando así la ilusión de un ejército mucho más grande. Marcharon para tomar posiciones a plena vista de los estadounidenses, luego rápidamente se agacharon detrás de trincheras y marcharon fuera de la vista para repetir la maniobra. El mismo truco se llevó a cabo durante las comidas, donde la fila arrojaba sus frijoles en una olla oculta, luego volvía fuera de la vista para reunirse con el final de la fila.

## Batalla

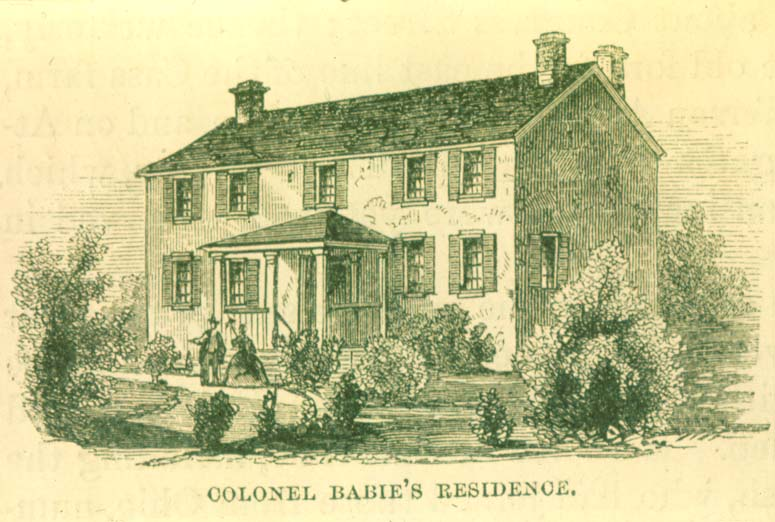
La casa de Francois Bâby, en cuyo terreno los británicos instalaron su batería para disparar contra el fuerte estadounidense

El 15 de agosto, artilleros de la Marina Provincial instalaron una batería de un cañón de 18 libras y dos de 12 libras y dos morteros en la costa canadiense del río Detroit (en los terrenos de la Casa Francois Bâby, antigua sede de Hull) y comenzó a bombardear Fort Detroit, junto con el buque armado General Hunter y el balandro de guerra de 20 cañones Queen Charlotte. En las primeras horas de la mañana del 16 de agosto, los guerreros de Tecumseh cruzaron el río unos 8 km al sur de Detroit. Fueron seguidos después del amanecer por la fuerza de Brock, dividida en tres pequeñas «brigadas». El primero estaba compuesto por 50 hombres de la Royal Newfoundland Fencibles y algunas milicias de Lincoln y Kent; el segundo estaba formado por 50 hombres del 41.º Regimiento con milicias de York, Lincoln, Oxford y Norfolk ; el tercero estaba formado por el cuerpo principal del 41.º (200 hombres) y 50 hombres de la Artillería Real con cinco cañones de campaña (tres de 6 y dos de 3). Elementos de la milicia de Essex, que se había desanimado ante el avance inicial de Hull en el Alto Canadá, también constituían parte de la fuerza revitalizada de Brock.
Brock originalmente tenía la intención de ocupar una posición fortificada a horcajadas en la línea de suministro de Hull y esperar el hambre y el bombardeo para obligar a los estadounidenses a rendirse o salir a luchar, pero luego se enteró de que Hull había enviado un destacamento de 400 hombres el día anterior al mando de los coroneles Cass y McArthur para escoltar el convoy de Brush a Detroit a través de un sendero en el bosque a cierta distancia del lago y el río, y este destacamento estaba a solo unas pocas millas de la retaguardia británica. (Hull había enviado mensajeros recordando esta fuerza la noche anterior, pero Cass y MacArthur ya habían acampado para pasar la noche y se negaron a moverse). Para evitar quedar atrapado entre dos fuegos, Brock avanzó inmediatamente contra la parte trasera de Fort Detroit, el lado más alejado del río donde las defensas eran más débiles.
Mientras tanto, los guerreros de Tecumseh desfilaron varias veces más allá de una brecha en el bosque donde los estadounidenses podían verlos, mientras lanzaban fuertes gritos de guerra. El líder de caballería de la milicia William Hamilton Merritt señaló que «Tecumseh extendió a sus hombres y los hizo marchar tres veces a través de una abertura en el bosque en la parte trasera del fuerte a la vista de la guarnición, lo que los indujo a creer que había al menos dos o tres mil indios». Sin embargo, Merritt no fue testigo ocular y esta afirmación ha sido cuestionada.
Mientras los británicos se preparaban para atacar, un proyectil explotó en el comedor de oficiales dentro del fuerte, causando víctimas. Hull se desesperó de resistir contra una fuerza que aparentemente consistía en miles de regulares británicos, porque carecía de pólvora y municiones adecuadas para resistir un largo asedio. Según su justificación, una rendición también salvaría a sus 2.500 soldados y 700 civiles, incluida su propia hija, de «los horrores de una masacre india».
Hull izó una bandera blanca de rendición en contra del consejo de sus subordinados. Envió mensajeros a Brock pidiendo tres días para acordar los términos de la rendición. Brock respondió que le permitiría tres horas. Hull entregó toda su fuerza, incluido el destacamento de Cass y McArthur y el convoy de suministros del mayor Brush. Hubo rumores de que había estado bebiendo mucho antes de la rendición. Según testimonios, pensaba que los indios eran más «numerosos más allá del ejemplo» y los acusaba de ser «más codiciosos de la violencia... que los vikingos o los hunos».

## Víctimas y pérdidas

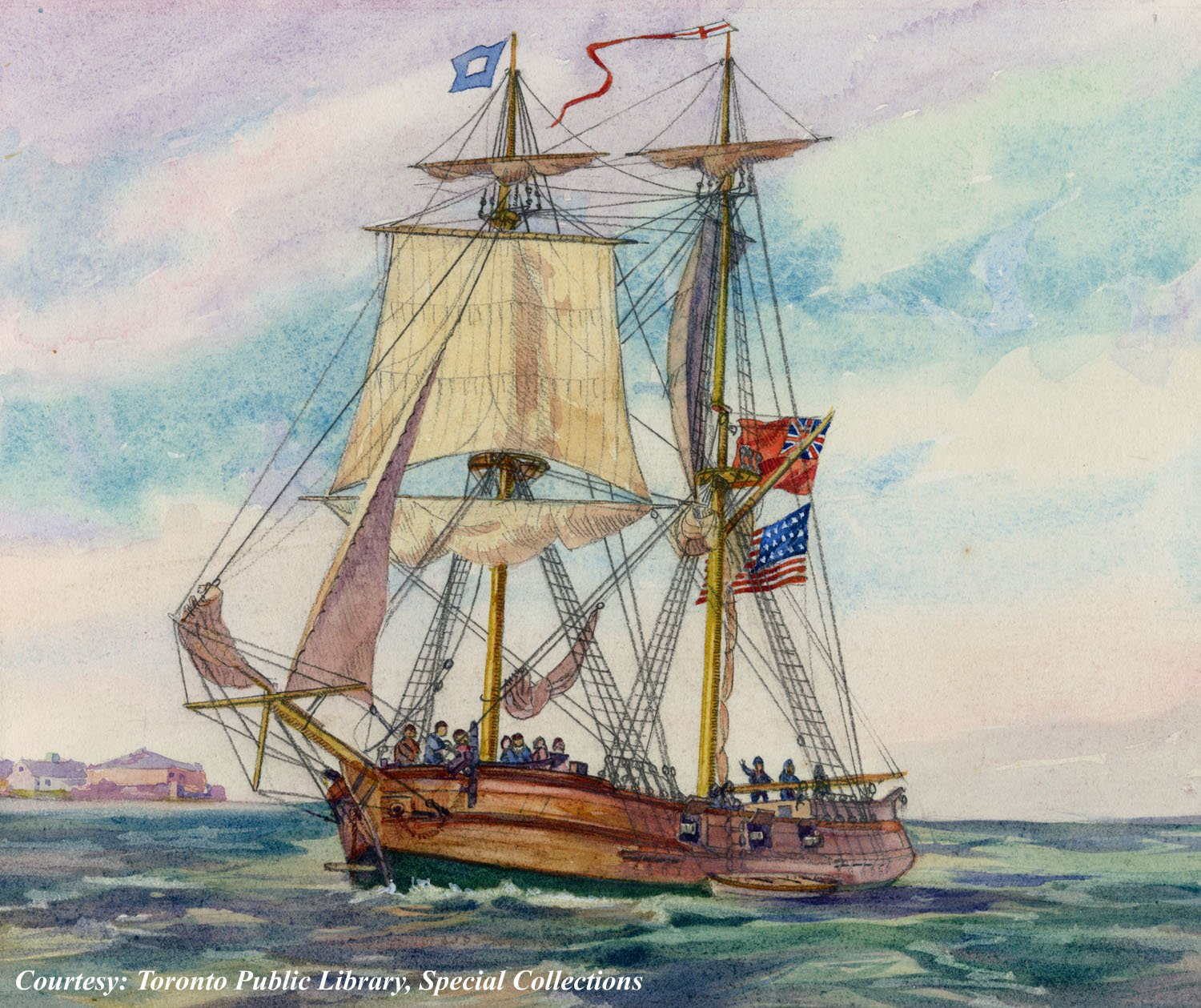
El USS Adams poco después de ser capturada por las fuerzas británicas durante el asedio de Detroit.

El bombardeo británico mató a siete estadounidenses antes de la rendición, incluido el teniente Porter Hanks, ex comandante de Fort Mackinac que estaba esperando un consejo de guerra. El fuego de respuesta de los cañones de Fort Detroit hirió a dos artilleros británicos. Después de que Hull se rindiera, los 1600 milicianos de Ohio de su ejército fueron puestos en libertad condicional y escoltados hacia el sur hasta que estuvieron fuera del peligro del ataque de los indios. La mayor parte de la milicia de Míchigan ya había desertado. Los 582 regulares estadounidenses fueron enviados como prisioneros a la ciudad de Quebec.
Entre el botín y las provisiones militares que se entregaron se encontraban 33 cañones, 300 rifles, 2500 mosquetes y el bergantín USS Adams, el único barco estadounidense armado en los lagos superiores. La Armada británica lo puso en servicio y fue recapturado brevemente dos meses después cerca de Fort Erie. Se produjo un intenso bombardeo de artillería estadounidense y británico, que provocó un incendio que finalmente destruyó el maltrecho casco.

### Monumentos conmemorativos
El 41.º Regimiento británico (que ahora es perpetuado por el Royal Welsh Regiment) recibió el honor de batalla «Detroit». Los elementos capturados del 4.º de Infantería de Estados Unidos e encuentran actualmente en el Museo del Regimiento Welch en el Castillo de Cardiff. La canción patriótica «The Bold Canadian» fue escrita por un soldado en la campaña para conmemorar la conquista de Detroit en el Territorio de Míchigan. Siete regimientos de infantería, blindados y artillería del ejército canadiense llevan el honor de batalla «Detroit» para conmemorar el servicio de las unidades ancestrales en la campaña. En 2012, la Real Casa de la Moneda de Canadá lanzó una moneda de 25 centavos que representa a Tecumseh para conmemorar el bicentenario de la Guerra de 1812.
El 7 de septiembre de 2018 se inauguró una estatua de bronce de tamaño natural en Sandwich Towne, un barrio de Windsor. Muestra a Brock examinando Detroit a través de un telescopio mientras Tecumseh, montado a caballo, observa cómo la batería británica bombardea el fuerte. La estatua conmemora la asociación entre los dos líderes que resultó en la captura de Detroit, y fue esculpida por el canadiense Mark Williams, quien también creó el monumento marino provincial en King's Navy Yard en Amherstburg.